# Anton von Gumppenberg

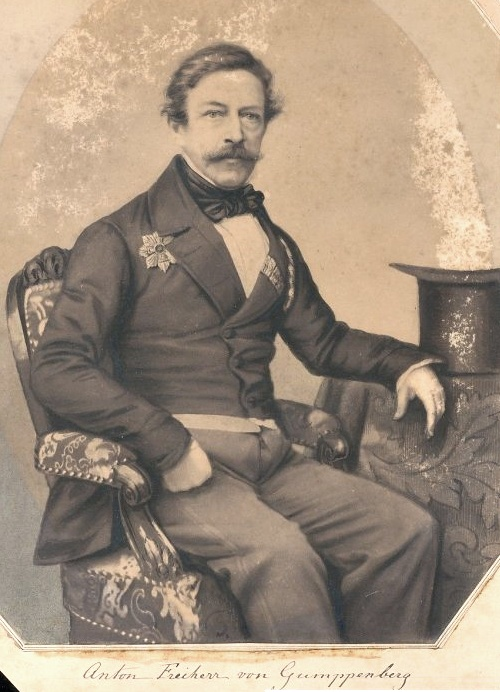
Anton von Gumppenberg en 1850

Anton Joseph Freiherr von Gumppenberg (10 de enero de 1787 - 5 de abril de 1855) fue un militar bávaro, Ministro de Guerra entre el 9 de junio de 1839 y el 1 de marzo de 1847. Su último rango militar fue el de General der Infanterie.

## Biografía
Gumppenberg nació en Breitenbrunn, Alto Palatinado. Después de sus estudios de silvicultura, se unió a la infantería bávara en 1805 y participó en las campañas hasta 1815. En 1810 fue promovido a Capitán y se convirtió en adjunto del Príncipe de la Corona Luis. En 1812 pasó a ser Mayor, en 1817 Oberstleutnant y en 1823 Oberst. En 1825 se convirtió en aide-de-camp del rey Luis I de Baviera, temporalmente Mayor General en 1932, y alcanzó este rango en 1837. En 1838 era Brigadier, fue ministro de guerra bávaro entre 1839 y 1847, después nuevamente Brigadier, y un año después pasó a ser Teniente General y comandante de la 2.ª División Real Bávara. En 1849 se convirtió en comandante del II Cuerpo de Ejército, y fue transferido al rango de General der Infanterie en 1855. Murió en Múnich.